# Norbert Siedler

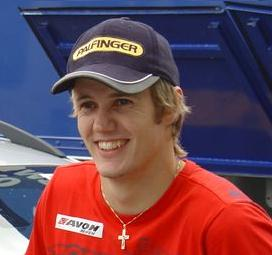
Norbert Siedler, 2005

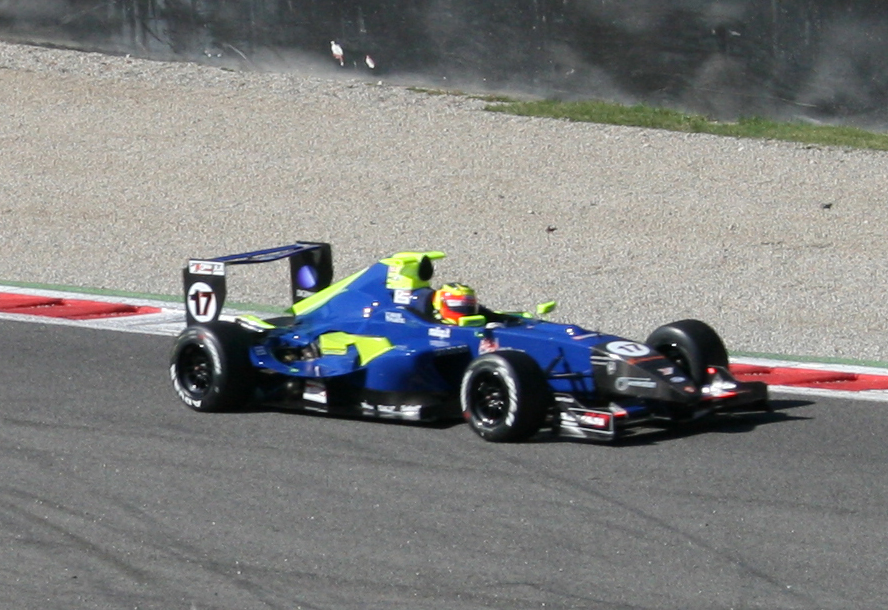
Beim Formel-Master-Rennen in Monza, 2008

Norbert Siedler (* 29. Dezember 1982 in Wildschönau) ist ein österreichischer Automobilrennfahrer.

## Leben
Norbert Siedler begann seine Karriere im Motorsport als Kartfahrer. Er stieg 1992 im Alter von zehn Jahren in die deutsche Kartszene ein und gewann 1997 die Juniorenklasse 125. Im Jahre 1999 wurde er österreichischer Kart-Staatsmeister. Er wechselte 2000 in die Formel Ford und gewann in Deutschland und Österreich jeweils die Meisterschaft. 2001 fuhr er in der deutschen Formel-3-Meisterschaft. Für das „Team Palfinger“ erreichte er zweimal Rang 4, darunter einmal beim Rennen im Rahmenprogramm zum Großen Preis von Deutschland. 2002 wurde er Sechster in der Meisterschaft und beschloss die Saison mit einem Sieg beim letzten Rennen in Hockenheim. Es folgten drei Jahre in der italienischen Formel-3000-Meisterschaft. 2005 gewann er nach zwei Siegen in acht Rennen die Gesamtwertung.
2003 fuhr er in Vallelunga einen Formel-1-Test für Minardi, bestach durch gute Zeiten, konnte jedoch mangels Sponsorengeldern keinen Cockpit für einen Renneinsatz bekommen. 2006 wechselte er zu den Sportwagen, er fuhr für Kruse Motorsport in der Le Mans Series. Erster Erfolg in der Saison 2007: Ein fünfter Platz beim 1000-Kilometer-Rennen von Monza. Sein erster Start beim 24-Stunden-Rennen von Le Mans, wieder für Kruse Motorsport auf einem Pescarolo-Judd, endete mit einem Ausfall durch Motorschaden nach 98 Rennrunden.
Mitte der Saison 2007 kam für Siedler ein neues Betätigungsfeld hinzu. „ADM Motorsport“ engagierte ihn, um in der neuen Rennserie International Formula Master, einer Monoposto-Nachwuchsserie für die deutsche Rennmannschaft, an den Start zu gehen. Gefahren wird in dieser Rennserie, analog zu Serien wie der GP2-Serie, mit baugleichen Fahrzeugen. Siedler bedankte sich für den neuen Vertrag mit Siegen in Porto und Anderstorp, konnte mit zwei Podien im folgenden Jahr aber nicht an seine Ergebnisse anknüpfen.
Norbert Siedler engagierte sich 2008 zudem im Porsche Supercup und konzentrierte sich im Jahr 2009 komplett auf die Meisterschaft, die er mit zwei Podiumsplatzierungen als Gesamt-Fünfter abschloss. Auch 2010 bis 2012 fuhr Siedler in dieser Rennserie und belegte mit insgesamt drei Rennsiegen die Plätze 3 (2010), 2 (2011) und 4 (2012).
Seit 2017 ist er in der Blancpain GT Series aktiv.

## Statistik

### Le-Mans-Ergebnisse
| Jahr | Team             | Fahrzeug     | Teamkollege  | Teamkollege       | Platzierung | Ausfallgrund |
| ---- | ---------------- | ------------ | ------------ | ----------------- | ----------- | ------------ |
| 2007 | Kruse Motorsport | Pescarolo 01 | Tony Burgess | Jean de Pourtales | Ausfall     | Motorschaden |

### Sebring-Ergebnisse
| Jahr | Team           | Fahrzeug               | Teamkollege     | Teamkollege | Teamkollege  | Platzierung | Ausfallgrund |
| ---- | -------------- | ---------------------- | --------------- | ----------- | ------------ | ----------- | ------------ |
| 2014 | Dempsey Racing | Porsche 911 GT America | Patrick Dempsey | Joe Foster  | Andrew Davis | Rang 41     |              |